# Jennifer Tisdale
Jennifer Kelly Tisdale (30 de novembre de 1981, Neptune City, Nova Jersey, Estats Units) coneguda també com a Jen, és actriu i model. És la germana de l'actriu i cantant Ashley Tisdale filla de Mike Tisdale i Lisa Morris.

## Carrera
- 2007, High school musical 2 dance-along
- 2006, Dark ride
- 2006, High school musical dance-along
- 2004, Clubhouse
- 2004, The hillside stranger
- 2002, Ted Bundy
- 2002, Mr. Deeds
- 2002, Raising Dad
- 2001, Undressed
- 2001, Boston public